# Bhattedanda
Bhattedanda es un pueblo ubicado en el distrito de Lalitpur, Nepal.

## Superficie
Cuenta con una superficie de 18,6 kilómetros cuadrados.

## Demografía
Datos hasta 2015
- Población: 2199 habitantes.[1]
- Densidad de población: 118,5 habitantes por kilómetro cuadrado.[1]
- Población masculina: 1084 (49,3%).[1]
- Población femenina: 1115 (50,7%).[1]